# 単県
単県（ぜん-けん）は中華人民共和国山東省菏沢市に位置する県。古名を単父（ぜんほ）という。

## 行政区画
- 街道:北城街道、南城街道、園芸街道、東城街道
- 鎮:郭村鎮、黄崗鎮、終興鎮、高韋荘鎮、徐寨鎮、蔡堂鎮、朱集鎮、李新荘鎮、浮崗鎮、莱河鎮、時楼鎮、楊楼鎮、張集鎮、竜王廟鎮、謝集鎮、李田楼鎮
- 郷:高老家郷、曹荘郷

## 出身者
- 宓不斉 - 孔子の弟子
- 呂雉